# Транквилити (модуль МКС)
«Транквилити» или «Спокойствие» (англ. Tranquility) — жилой модуль Международной космической станции, запуск которого осуществлён 8 февраля 2010 года. «Спокойствие» содержит самую совершенную в истории космонавтики систему жизнеобеспечения, способную перерабатывать жидкие отходы в воду, пригодную для бытового использования, а также производить кислород для дыхания. Также в «Спокойствии» присутствуют дополнительный туалет и система очистки воздуха, удаляющая загрязнения из атмосферы станции и контролирующая её состав, масса модуля составила 15 тонн.
Ранее модуль назывался «Нод 3» (ISS node 3, «Узел 3»), своё текущее название он получил 15 марта 2009 года в честь космической экспедиции «Аполлон-11» совершившей первую высадку человека на Луне в Море Спокойствия (англ. Sea of Tranquility).
В «Транквилити» шесть стыковочных узлов CBM.
К модулю «Транквилити» 16 февраля 2010 года пристыкован модуль «Купол» с автоматизированной рабочей станцией внутри него. Модуль помогает при сборке компонентов станции или при её обслуживании. Также этот модуль служит в качестве окна для наблюдений за Землёй.
Оба модуля по заказу НАСА были изготовлены Италией (Итальянское космическое агентство), которая имеет большой опыт создания герметичных лабораторных модулей для шаттлов Спейслэб, модулей МКС «Коламбус», «Гармония» и запускавшихся на Шаттле герметичных многоцелевых модулей снабжения (MPLM) «Леонардо» и «Рафаэль».
Модули запущены совместно в ходе миссии STS-130, и после стыковки «Спокойствия» к «Юнити», «Купол» пристыкован к надирному (обращённому к Земле) стыковочному узлу «Спокойствия».
После отмены в 2001 году «жилого модуля» последовали некоторые изменения в планировке «Нод 3», в частности, в нём вместо заявленных раньше восьми будут размещаться шестнадцать стоек с оборудованием.
27 мая 2015 года с надирного порта «Юнити» на передний порт «Транквилити» был перенесен герметичный модуль Леонардо.
16 апреля 2016 года с помощью манипулятора «Канадарм2» к заднему узлу «Спокойствия» пристыкован экспериментальный развертываемый жилой модуль BEAM компании Bigelow. После двух лет использования решено использовать его на станции как дополнительный складской.
26 марта 2017 года с левого узла прошло перемещение герметичного переходника PMA-3 вновь на зенитный порт модуля «Гармония». Операция проходила при помощи руки-манипулятора.